# Структуралістська економіка
Структуралістська економіка (англ. Structuralist economics) — це підхід до економіки, який наголошує на важливості врахування структурних особливостей (як правило) під час проведення економічного аналізу. Цей підхід виник під час роботи Економічної комісії для Латинської Америки (ECLA або CEPAL) і переважно пов'язаний з її директором Раулем Пребішем і бразильським економістом Селсу Фуртаду. Пребіш почав з аргументів, що економічна нерівність і викривлений розвиток є невід'ємною структурною особливістю глобального системного обміну. Таким чином, ранні структуралістські моделі підкреслювали як внутрішню, так і зовнішню нерівновагу, що виникали внаслідок виробничої структури та її взаємодії з залежними відносинами, які країни, що розвиваються, мали з розвиненим світом. Сам Пребіш допоміг обґрунтувати ідею імпортозамінної індустріалізації після Великої депресії та Другої світової війни.

## Подробиці
Економісти-структуралісти вивчають економіки країн, що розвиваються, з акцентом на їхню структуру (інституції, технології, соціальні відносини). Їхня мета — зрозуміти, як ці фактори впливають на те, як економіка країни пристосовується до змін і реагує на політику розвитку. Важливим припущенням структуралістів є те, що ринкові механізми не завжди працюють ідеально в цих країнах. Це може призводити до нерівності, інфляції та відставання від розвинених країн.
Неоструктуралістський підхід, який розвинувся пізніше, визнає важливість:
- політичних та інституційних факторів: вони значно впливають на економіку;
- збільшення внутрішніх заощаджень: це необхідна умова для інвестування та зростання;
- комплексного підходу до інфляції: вона потребує не лише монетарної та фіскальної політики, а й соціальних, психологічних та політичних змін;
- зміцнення виробничої та технологічної бази: це ключ до конкурентноспроможності;
- інтеграції у світову економіку на вигідних умовах: це стимулює зростання;
- структурних змін: вони є важливою частиною загального розвитку.

Структуралістська економіка — це складний напрямок, але її основні ідеї можуть допомогти краще зрозуміти проблеми, з якими стикаються країни, що розвиваються, та знайти шляхи їхнього вирішення.

## Нова структурна економіка
Нова структурна економіка — стратегія економічного розвитку, розроблена головним економістом Світового банку Джастіном Іфу Ліном. Стратегія поєднує ідеї як неокласичної економіки, так і структурної економіки.